# Mujing
Mujing is een bestuurslaag in het regentschap Pacitan van de provincie Oost-Java, Indonesië. Mujing telt 6473 inwoners (volkstelling 2010).